# Slёzy
Slёzy (Слёзы) è un film del 1914 diretto da Evgenij Francevič Bauėr.